# Kathedrale Koor Utrecht
Het Kathedrale Koor Utrecht is een kerkkoor dat zingt in de Sint-Catharinakathedraal te Utrecht. Het koor bestaat uit de kinderen van de Kathedrale Koorschool Utrecht, jongeren in de middelbareschoolleeftijd – veelal oud-leerlingen van de koorschool – en volwassen heren. Het koor bestaat sinds 1869, toen in de hoofdkerk van de Nederlandse rooms-katholieke kerkprovincie het Zangkoor Sint Gregorius Magnus werd opgericht. In 1974 veranderde het koor van naam en kreeg het de naam Kathedrale Koor Utrecht. Het koor staat onder leiding van dirigent Hester Westra en de vaste organist is Wouter van Belle.

## Geschiedenis
Zangkoor Gregorius Magnus van de Utrechtse Kathedraal was het eerste katholieke kerkkoor in Nederland dat een mis van Palestrina tijdens de eredienst uitvoerde (1879). Het bracht in 1916 voor het eerst de Missa in die Festo van Alphons Diepenbrock ten gehore. Aan het Kathedrale Koor Utrecht zijn belangrijke kerkcomponisten verbonden geweest:
- Johan Winnubst (1910-1934), die een groot aantal missen en lofstukken componeerde
- Hendrik Andriessen (1934-1949), die verscheidene dubbelkorige missen componeerde, bijvoorbeeld de Missa Christus Rex, een Te Deum en een Sinfonia per Organo
- Herman Strategier (1949-1962), die voor een kerkelijk hoogfeest de Missa Cathedralis schreef.

## Ontwikkeling koor
In de beginjaren zongen alleen mannen in het koor. In 1878 werd kapelaan Le Blanck dirigent van het koor en hij voegt ook jongens toe aan het koor. In de jaren vijftig werkt het koor nauw samen met de Katholieke muziekschool, het latere Nederlands Instituut voor Kerkmuziek, inmiddels onderdeel van het conservatorium van de Hogeschool voor de Kunsten Utrecht. De samenwerking houdt in dat de studenten van de kerkmuziekschool -musici, organisten en koordirigenten- met het koor repeteren en uitvoeringen verzorgen. In 1959 werd aan het koor een koorschool verbonden: een lagere school met een speciaal leerprogramma, waarin een volledige opleiding werd opgenomen voor de zangers van de kathedraal. Vanaf 1968 werden ook meisjes toegelaten tot de koorschool en als zangers tot het Kathedrale Koor Utrecht.

## Bekende zangers
- Colin Benders bekend als Kyteman
- Daria van den Bercken
- Beitske de Jong presentator radio 4
- Kenza Koutchoukali
- Pepijn Lanen, De jeugd van tegenwoordig
- Joseph Wilhelm Mengelberg (1871-1951), zanger tussen 1881 en 1888[2]:
- Signe Tollefsen